# Plestiodon kuchinoshimensis
Plestiodon kuchinoshimensis (кучіношімський синьохвостий сцинк) — вид сцинкоподібних ящірок родини сцинкових (Scincidae). Ендемік Японії. Вид названий на честь японського морського біолога Кішиноуе Камакічі.

## Поширення і екологія
Кучіношімські синьохвості сцинки є ендеміками острова Кучіношіма в групі островів Токара на півночі архіпелагу Рюкю. Вони живуть в субтропічних лісах і чагарниках. Живляться комахами, павуками і дощовими черв'яками. Відкладають яйця.

## Збереження
МСОП класифікує цей вид як вразливий. Plestiodon kuchinoshimensis загрожує хижацтво з боку інтродукованих тварин та можливе виверження вулкана.